# Levroux
Levroux es una comuna nueva francesa situada en el departamento de Indre, de la región de Centro-Valle del Loira.

## Historia
Fue creada el uno de enero de 2016, en aplicación de una resolución del prefecto de Indre de 25 de septiembre de 2015 con la unión de las comunas de Levroux y Saint-Martin-de-Lamps, pasando a estar el ayuntamiento en la antigua comuna de Levroux.
El 1 de enero de 2019 absorbió la comuna de Saint-Pierre-de-Lamps.

## Demografía
Según los datos aportados en la última resolución del prefecto de Indre, la comuna pasa a tener 3017 habitantes.

## Composición
| Comuna fusionada      | Código INSEE | Población (2016) | Superficie (km²) | Densidad (hab./km²) |
| --------------------- | ------------ | ---------------- | ---------------- | ------------------- |
| Levroux               | 36093        | 2752             | 56.43            | 49                  |
| Saint-Martin-de-Lamps | 36201        | 152              | 15.61            | 9.7                 |
| Saint-Pierre-de-Lamps | 36206        | 53               | 10.28            | 5.2                 |